# حاجی‌کوی، قسطمونی
حاجی‌کوی (به ترکی استانبولی: Hacıköy) یک منطقهٔ مسکونی در ترکیه است که در قسطمونی واقع شده‌است.